# Chauché

Chauché este o comună în departamentul Vendée, Franța. În 2009 avea o populație de 2,206 de locuitori.